# Жайрем (аеропорт)
Міжнародний аеропо́рт «Жайре́м» — аеропорт селища Жайрем в Казахстані. Розташований за 10 км на північ від селища.
Летовище Жайрем третього класу, здатне приймати повітряні судна Ан-24, Ан-26, Як-40 та інші більш легкі, а також вертольоти всіх типів.